# Carpha glomerata
Carpha glomerata là một loài thực vật có hoa trong họ Cói. Loài này được Nees mô tả khoa học đầu tiên năm 1832.